# Sima Ying
Sima Ying (* 279; † 306) war ein chinesischer Prinz der westlichen Jin-Dynastie. Er war der sechste der acht Prinzen, die im Krieg der Acht Prinzen gegeneinander um die Macht im antiken China kämpften.

## Herkunft
Sima Ying war ein jüngerer Sohn des ersten Kaisers von Jin, Jin Wudi und Prinz von Chengdu.

## Rolle im Krieg der Acht Prinzen
Im Bürgerkrieg unterstützte Sima Ying die beiden Prinzen Sima Yong und Sima Ai in ihrer Rebellion gegen den kaiserlichen Regenten Sima Jiong. Sima Ai schlug Sima Jiongs Armee im Jahr 302, tötete ihn und konnte so Regent für den Kaiser werden. Da Sima Yong allerdings mit Sima Ais gewonnener Machtposition nicht zufrieden war und sich für sich selbst mehr von der Rebellion erhofft hatte, stiftete er Sima Ying an, mit ihm gegen Sima Ai zu rebellieren. Ein Versuch, das Kaiserreich diplomatisch zwischen den beiden Konfliktparteien aufzuteilen scheiterte an Sima Ais Ablehnung. Während der Kämpfe wurde Sima Ai von Soldaten und Offizieren seiner Armee verraten und an den feindlichen General Zhang Fang ausgeliefert. Dieser ließ Sima Ai daraufhin lebendig verbrennen, um zu verhindern, dass dieser von seinen Anhängern wieder befreit werden konnte. Nach dem Sieg über Sima Ai fiel die Macht zunächst an Sima Ying, da dieser über eine große Armee verfügte und als Bruder des Kaisers auch mehr Legitimität besaß als Sima Yong. Sima Ying gelang es letztendlich allerdings nicht, das Reich dauerhaft zu stabilisieren. Es kam so zu einer Reihe von Revolten von Statthaltern und nicht-chinesischen Gruppen. Sima Yings Macht sank im Folgenden schnell. Dies führte dazu, dass in der  Hauptstadt Luoyang ein Machtvakuum entstand. Daraufhin schickte Sima Yong eine Streitmacht von 20.000 Mann unter dem Kommando von Zhang Fang, um diese einzunehmen, was ihm auch gelang. Sima Yong hatte Sima Ying damit als Regenten abgesetzt, doch auch seine Regentschaft sollte nicht lange währen. 305 erhob sich Sima Yue, der letzte der acht Prinzen gegen ihn. Sima Yue besiegte Sima Yong 306 und tötete ihn wenig später. Sima Ying wurde im selben Jahr auf der Flucht gefasst, zunächst gefangen gehalten und dann durch ein kaiserliches Edikt hingerichtet.